# Iryna Bekeszkina
Iryna Erykiwna Bekeszkina (ukr. Ірина Ериківна Бекешкінa; ur. 4 lutego 1952 w Iwdelu, zm. 20 marca 2020 w Kijowie) – ukraińska socjolożka, kierowniczka Fundacji Inicjatyw Demokratycznych im. Ilka Kuczeriwa w latach 2010–2020. Specjalizowała się w badaniach nad ukraińskim społeczeństwem i polityką. Była częstym komentatorem medialnym oraz orędowniczką polityczną.    

## Życiorys
W 1974 ukończyła Kijowski Uniwersytet Narodowy im. Tarasa Szewczenki, uzyskując tytuł magistra filozofii. Następnie kontynuowała studia podyplomowe w Instytucie Filozofii Akademii Nauk ZSRR.
Była redaktorką naukową czasopisma „Філософська думка”, jednego z wiodących ukraińskich periodyków filozoficznych. W 1977 rozpoczęła pracę badawczą w Akademii Nauk ZSRR, a od 1990 była pracowniczką naukową w Instytucie Socjologii Narodowej Akademii Nauk Ukrainy.
W 1996 dołączyła do Fundacji Inicjatyw Demokratycznych im. Ilka Kuczeriwa, gdzie zajmowała się badaniami nad socjologią polityki i wyborów, koncentrując się na polityce Ukrainy. W 2010 została kierowniczką fundacji i piastowała to stanowisko do swojej śmierci w 2020.
Była również członkinią zarządu Ukrainian Think Tanks Liaison Office oraz współpracowniczką organizacji Media Director NGO, zajmującej się monitorowaniem mediów na Ukrainie.

## Wyróżnienia
W 2007 magazyn „Focus” umieścił ją na 38. miejscu w rankingu najbardziej wpływowych kobiet Ukrainy, a w 2008 na 51. pozycji. W uzasadnieniu podkreślono jej rolę w analizie informacji politycznych i polityki zagranicznej Ukrainy. W 2018 i 2020 znalazła się na liście 100 największych kobiet sukcesu Ukrainy według magazynu „HB”.

## Śmierć
Zmarła w 20 marca 2020 w Kijowie na raka żołądka. Biuro Prezydenta Ukrainy wyraziło kondolencje z powodu jej śmierci.
Jej ciało zostało skremowane i pochowane na cmentarzu Bajkowa w Kijowie.

## Upamiętnienie
W listopadzie 2022, w ramach kampanii derusyfikacyjnej, ulica Dmitrija Karbyszewa w Kijowie została przemianowana na ulicę Iryny Bekeszkiny.